# Tsai Pei-ling
Tsai Pei-ling (chinesisch 蔡佩玲; * 8. März 1987) ist eine taiwanische Badmintonspielerin. 

## Karriere
Tsai Pei-ling gewann bei der Sommer-Universiade 2007 Bronze mit dem taiwanischen Team. Ein Jahr später wurde sie Zweite bei den US Open im Damendoppel mit  Yang Chia-chen. Bei der Malaysia Super Series 2008, den Macau Open 2011 und den Chinese Taipei Open 2011 qualifizierte sie sich jeweils für das Hauptfeld, kam aber nie über das Achtelfinale bei all diesen Veranstaltungen hinaus.

## Sportliche Erfolge
| Saison | Veranstaltung | Disziplin   | Platz | Name                           |
| ------ | ------------- | ----------- | ----- | ------------------------------ |
| 2007   | Universiade   | Team        | 3     | Taiwan                         |
| 2008   | US Open       | Damendoppel | 2     | Tsai Pei-ling / Yang Chia-chen |